# Kleinobringen
Kleinobringen är en ortsteil i staden Am Ettersberg i Landkreis Weimarer Land i förbundslandet Thüringen i Tyskland. Kleinobringen var en kommun fram till den 1 januari 2019 när den uppgick i Am Ettersberg. Kommunen Kleinobringen hade 317 invånare 2018.